# Demak (huyện)

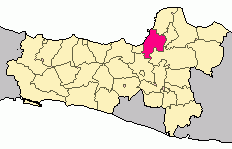
Vị trí huyện tại tỉnh Trung Java

Demak là một huyện thuộc tỉnh Trung Java tại Indonesia. Huyện có vĩ độ từ 6º43'26" - 7º09'43" N và 110º48'47" Đ. Demak giáp với Jepara ở phía tây và biển Java ở phía bắc, Kudus và Grobogan ở phía đông, Grobogan và Semarang ở phía nam và thành phố Semarang ở phía tây.